# Jagi-Jagi
Jagi-Jagi (en l'ortografia basca de l'època Yagi-Yagi, equivalent a desperta en llengua basca) l'òrgan de premsa oficial de la Federació de Muntanyers de Biscaia, i també el nom amb què fou conegut el grup polític encapçalat per Eli Gallastegi Gudari, i Trifon Etxebarria Etarte, escissió del Partit Nacionalista Basc l'any 1934. La seva ideologia fou fonamentalment el nacionalisme basc, amb un especial èmfasi en la independència com a objectiu irrenunciable, així com en l'ús de tots els mitjans necessaris per aconseguir-lo.

## Història
El primer número de la revista Jagi-Jagi va aparèixer el 17 de setembre de 1932 sota la direcció d'Angel Agirretxe. Tenia la seva oficina principal al carrer Major de Bilbao. En els seus millors moments tenia setze pàgines, en les seves pitjors tres o quatre, i en un moment determinat es van editar 23.000 exemplars de la revista. L'espurna que va encendre el seu naixement van ser els elements nacionalistes extremistes que abans s'havien barallat amb els socialistes i van ser empresonats després de la mort d'un socialista. La vida d'aquesta revista va ser curta i plena de decadència, ja que va haver d'afrontar nombroses multes i ordres de tancament del Govern republicà espanyol, així com un boicot per part de l'EAJ i el govern, i va desaparèixer amb l'inici de la guerra civil espanyola.
Durant la Guerra Civil aporta dos batallons a l'exèrcit basc, anomenats Lehenago Il i Zergatik Ez?

## Membres de Jagi-Jagi
Entre els polítics i personatges destacats que van abandonar el partit EAJ i es van incorporar al nou grup independentista Jagi-Jagi hi havia: Elias Gallastegi (Gudari), Angel Agirretxe, Kandido Arregi, Manuel de la Sota (Txanka), Jose Maria Errazti (Oraitz), Fidel Rotaetxe (Errotari), Trifon Etxebarria (Etarte), Jordan Zarate (Txirrika), Adolfo Larrañaga (Iñaki de Mendigutxia), Lezo Urreztieta i Agustin Zumalabe.